# Il bacio di Venere
Il bacio di Venere (One Touch of Venus) è un film del 1948 diretto da William A. Seiter e, non accreditato, Gregory La Cava.
il film è tratto dal romanzo The Tinted Venus di F. Anstey e si basa sul musical di Broadway One Touch of Venus, una commedia musicale di grande successo che restò in scena a New York per un totale di 567 rappresentazioni, dal 7 ottobre 1943 al 10 febbraio 1945.

## Produzione
Il film fu prodotto dall' Artists Alliance e Universal International Pictures.

## Distribuzione
Distribuito dall'Universal Pictures, il film uscì nelle sale cinematografiche USA nell'agosto 1948.